# Arctic Bay
Arctic Bay (Inuktitut: ᐃᒃᐱᐊᕐᔪᒃ, Ikpiarjuk) è un insediamento Inuit situato nella parte settentrionale della Penisola Borden sull'Isola di Baffin, nella Regione di Qikiqtaaluk del Nunavut, in Canada. Secondo i dati del censimento del 2006 gli abitanti erano 690.  Sempre secondo questi dati, la popolazione è aumentata del 6,8% rispetto al rilevamento del 2001. Le lingua principali sono l'inuktitut e l'inglese.

## Storia
La regione di Arctic Bay fu per la prima volta occupata circa 5000 anni fa, da tribù nomadi di Inuit che si stavano trasferendo dalle regioni occidentali. Nel 1872, una baleniera europea, la Arctic, capitanata da Willie Adams, passò per questa regione, dando all'insediamento il nome attuale.

## Nome
Il termine Inuit per Arctic Bay è "Ikpiarjuk", che in italiano significa "cavità". Questo nome descrive le alte colline che sovrastano la baia ormai asciutta. Verso sudest invece si erge la montagna King George V, che domina il paesaggio dell'insediamento.

## Attività
La comunità è servita da una fornitura annuale di cargo per le merci, e anche dall'Aeroporto di Arctic Bay nei casi di emergenza. Esiste inoltre una strada che collega il paese a Nanisivik, una comunità mineraria che ormai ha cessato di produrre materie prime. I cittadini hanno sperato di poter usufruire delle infrastrutture provenienti da Nanisivik per migliorare la propria condizione, ma tutto è stato inutile per la contaminazione della zona da zinco. Comunque nell'aprile del 2007 si è proceduto allo spostamento di una chiesa da Nanisivik ad Arctic Bay.
Voli regolari da e per Arctic Bay passano attraverso il Nanisivik Airport. Attualmente tali voli sono gestiti dalla First Air, con partenze da Iqaluit e da Resolute. La comunità ha una propria scuola, la Inuujaq School, che conta circa 200 studenti. La zona è popolare fra i cacciatori di orsi polari, sebbene vi siano norme sempre più restrittive al riguardo. L'attuale sindaco è Andrew Taqtu, noto per la sua preferenza a conservare le antiche tradizioni di caccia, come mostrato anche dal film della BBC A Boy Among Polar Bears. Arctic Bay è sede anche dell'annuale Nunavut Midnight Sun Marathon, una delle competizioni sportive più a nord del mondo. Nella zona di Arctic Bay c'è la minor marea di tutto il Canada.

## Istruzione
La Inuujaq school è la scuola principale della regione, con classi per tutte le età. Esiste anche l'Arctic College, dove viene insegnato il Nunavut Teachers Education Program (NTEP), sistema educativo per insegnanti del Nunavut. Dato che gli unici estranei alla comunità sono gli uomini del personale governativo, la rappresentanza studentesca è quasi interamente Inuit e la prima lingua parlata è l'Inuktitut.
La Inuujaq School nel marzo 2006 ha stretto rapporti con la YMCA di Toronto, per un progetto di scambio culturale. Ogni anno quindici bambini e due adulti da Ikpiarjuk viaggiano a Toronto per un soggiorno di una settimana. Poi, 15 persone di Toronto si spostano a Ikpiarjuk per nove giorni fra la cultura e la civiltà Inuit. Mentre gli studenti ad Arctic Bay prendono confidenza con la pesca e con il sole di mezzanotte, gli studenti a Toronto viaggiano per l'Ontario visitando anche la CN Tower, la Hockey Hall of Fame e le Cascate del Niagara.